# Benjamín Rollheiser
Benjamín Rollheiser (Coronél Suarez, 24 de março de 2000) é um futebolista argentino que atua como ponta-direita ou meio-campista. Atualmente joga no Santos.

## Carreira

### Início
Com 14 anos, o jovem estreou pela equipe principal do Deportivo Sarmiento, clube da sua cidade que frequentava as segundas divisões argentinas, em outubro de 2014. Até ao final desse ano jogou 7 jogos e marcou 1 gol.

### River Plate
Em janeiro de 2015, juntou-se à equipa do River Plate. Passado um ano na formação do clube, já era reserva, mas em 2018 o jovem teve uma lesão nas costas que o levou a afastar-se por 8 meses.
Em 2019, estreou-se num jogo contra o Gimnasia a contar pela Taça da Argentina.
Em fevereiro de 2020, volta a ter uma lesão, no ligamento cruzado anterior do joelho esquerdo. Ele só voltou a jogar 9 meses depois num jogo contra o Godoy Cruz a contar pela Taça Diego Maradona.
Seu primeiro gol como profissional foi marcado dia 19 de dezembro de 2021, contra o Colón, na final do "Trofeo de campeones". Em 2021, disputou 29 jogos acabando assim a sua passagem no River Plate.[carece de fontes?]

### Estudiantes
Em 2022, voltou ao Estudiantes clube onde jogou nos infantis de 2010 a 2012.
Na última temporada pelo clube, em 2023, Rollheiser teve a sua melhor forma, jogando 57 jogos, marcou 13 gols e ainda deu 7 assistências. Durante o seu tempo no Estudiantes jogou 83 jogos e marcou 13 gols.

### Benfica
Em janeiro de 2024, assinou contrato profissional com o Benfica por empréstimo com cláusula de compra obrigatória de aproximadamente 9,5 milhões de euros.
No clube português, atuou em 27 jogos, com dois gols e uma assistência.

### Santos
Após ter poucas oportunidades no Benfica, Rollheiser começou a ter seu nome especulado em diversos clubes brasileiros. O Botafogo chegou a ter um acerto com o jogador e com o clube português, negociando a compra por 10,5 milhões de euros. No entanto, a demora de John Textor para dar o aval da contratação fez com que o Santos, por meio de ligações telefônicas de Neymar e do treinador Pedro Caixinha, atravessasse o negócio, convencesse o jogador e fechasse a compra de 85% dos direitos de Rollheiser por 11 milhões de euros (R$ 65 milhões). O meia-atacante assinou contrato com o Peixe válido até 31 de dezembro de 2028.

## Títulos
River Plate
- Copa da Argentina: 2018–19[carece de fontes?]
- Trofeo de Campeones: 2020–21[carece de fontes?]
- Campeonato Argentino: 2021[carece de fontes?]

Estudiantes
- Copa da Argentina: 2023[carece de fontes?]

Benfica
- Taça da Liga: 2024–25[carece de fontes?]